# Одиноки вместе
«Одиноки вместе» (англ. Alone Together) — американский художественный фильм 2022 года, снятый Кэти Холмс по собственному сценарию. Холмс сыграла и главную роль вместе с Джимом Стёрджессом.

## Сюжет
Главные герои фильма — два одиноких человека, которые в силу случайных обстоятельств вынуждены находиться под одной крышей. Чарли переживает болезненное расставание, бойфренд Джун безразличен к ней. Постепенно герои сближаются.

## В ролях
- Кэти Холмс — Джун
- Джим Стёрджесс — Чарли
- Заша Мэмет — Маргарет

## Производство и премьера
Фильм поставила Кэти Холмс по собственному сценарию.
Премьера «Одиноки вместе» состоялась 14 июля 2022 года на кинофестивале Трайбека. 22 июля он вышел в американский прокат.